# العلاقات الأرجنتينية النيوزيلندية
العلاقات الأرجنتينية النيوزيلندية هي العلاقات الثنائية التي تجمع بين الأرجنتين ونيوزيلندا.

## مقارنة بين البلدين
هذه مقارنة عامة ومرجعية للدولتين:
| وجه المقارنة                                              | الأرجنتين                                               | نيوزيلندا                                              |
| --------------------------------------------------------- | ------------------------------------------------------- | ------------------------------------------------------ |
| المساحة (كم2)                                             | 2.78 مليون                                              | 268.02 ألف                                             |
| عدد السكان (نسمة)                                         | 44.27 مليون                                             | 4.24 مليون                                             |
| الكثافة السكانية (ن./كم²)                                 | 15.92                                                   | 15.82                                                  |
| العاصمة                                                   | بوينس آيرس                                              | ويلينغتون، أوكلاند                                     |
| اللغة الرسمية                                             | اللغة الإسبانية                                         | لغة إنجليزية، اللغة الماورية، لغة الإشارة النيوزيلندية |
| العملة                                                    | البيزو الأرجنتيني 1983 ‏، بيزو أرجنتيني، أسترال أرجنتيني | دولار نيوزيلندي، الجنيه النيوزيلندي                    |
| الناتج المحلي الإجمالي (بليون دولار)                      | 637.59 مليار                                            | 205.85 مليار                                           |
| الناتج المحلي الإجمالي (تعادل القوة الشرائية) بليون دولار | 883.02 مليار                                            |                                                        |
| الناتج المحلي الإجمالي الاسمي للفرد دولار أمريكي          | 13.43 ألف                                               |                                                        |
| الناتج المحلي الإجمالي للفرد دولار أمريكي                 |                                                         |                                                        |
| مؤشر التنمية البشرية                                      | 0.827                                                   | 0.914                                                  |
| رمز المكالمات الدولي                                      | +54                                                     | +64                                                    |
| رمز الإنترنت                                              | .ar                                                     | .nz                                                    |
| المنطقة الزمنية                                           | 00                                                      | ت ع م+13:00، ت ع م+12:00                               |

## مدن متوأمة
في ما يلي قائمة باتفاقيات التوأمة بين مدن أرجنتينية ونيوزيلندية:
- ترتبط باهيا بلانكا مع كرايستشرش باتفاقية توأمة.
- ترتبط باريلوتشي مع كوينزتاون باتفاقية توأمة.

## منظمات دولية مشتركة
يشترك البلدان في عضوية مجموعة من المنظمات الدولية، منها:
| علم المنظمة | اسم المنظمة                               | تاريخ انضمام الأرجنتين | تاريخ انضمام نيوزيلندا |
| ----------- | ----------------------------------------- | ---------------------- | ---------------------- |
|             | المنظمة الهيدروغرافية الدولية             | ?                      | ?                      |
|             | منظمة الشرطة الجنائية الدولية             | ?                      | ?                      |
|             | الاتحاد البريدي العالمي                   | ?                      | ?                      |
|             | منظمة التجارة العالمية                    | ?                      | ?                      |
|             | الفريق المعني برصد الأرض                  | ?                      | ?                      |
|             | مجموعة الموردين النوويين                  | ?                      | ?                      |
|             | مؤسسة التنمية الدولية                     | 3 أغسطس 1962           | 1 أكتوبر 1974          |
|             | مؤسسة التمويل الدولية                     | 13 أكتوبر 1959         | 31 أغسطس 1961          |
|             | منظمة حظر الأسلحة الكيميائية              | ?                      | ?                      |
|             | الأمم المتحدة                             | 24 أكتوبر 1945         | 24 أكتوبر 1945         |
|             | الاتحاد الدولي للاتصالات                  | 1889                   | 3 يونيو 1878           |
|             | البنك الدولي للإنشاء والتعمير             | 20 سبتمبر 1956         | 31 أغسطس 1961          |
|             | مجموعة أستراليا                           | 1993                   | 1985                   |
|             | المركز الدولي لتسوية المنازعات الاستشارية | 18 نوفمبر 1994         | 2 مايو 1980            |
|             | وكالة ضمان الاستثمار متعدد الأطراف        | 11 فبراير 1992         | 22 أبريل 2008          |
|             | نظام تحكم تكنولوجيا القذائف               | 1993                   | 1991                   |
|             | يونسكو                                    | 15 سبتمبر 1948         | 4 نوفمبر 1946          |

## وصلات خارجية
- موقع وزارة الخارجية الأرجنتينية
- موقع وزارة الخارجية النيوزيلندية